# Puruni River
Puruni River är ett vattendrag i Guyana.   Det ligger i regionen Cuyuni-Mazaruni, i den centrala delen av landet, 150 km sydväst om huvudstaden Georgetown.